# Gutenbergstraße (Weißenfels)

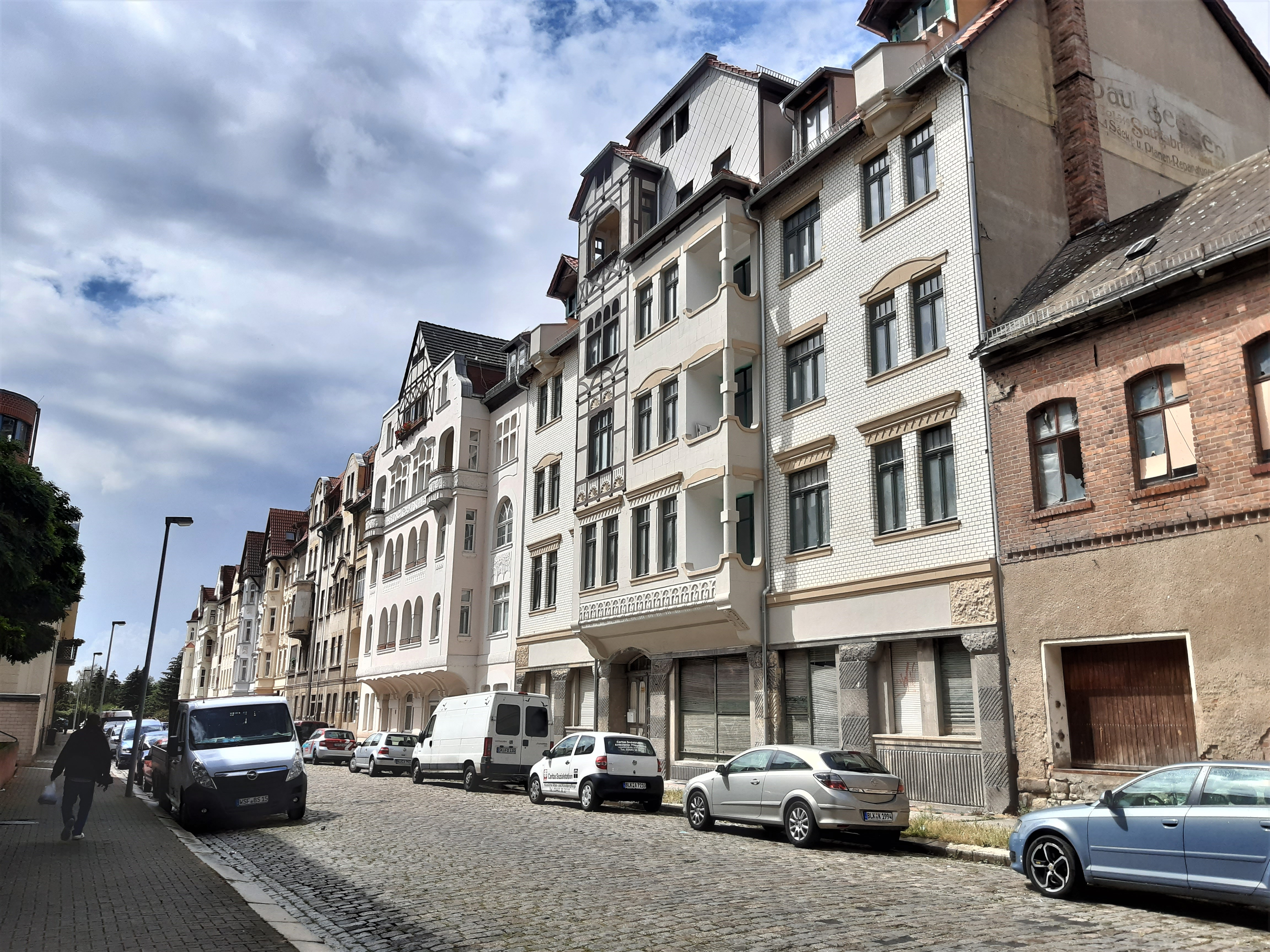
Gutenbergstraße

In der Gutenbergstraße der Stadt Weißenfels in Sachsen-Anhalt befinden sich ein Denkmalbereich und Einzeldenkmäler. Im örtlichen Denkmalverzeichnis ist der Denkmalbereich verzeichnet.

## Denkmalbereich
Der Denkmalbereich der Gutenbergstraße umfasst die Hausnummern 1, 3, 5, 7, 9, 11, 13, 15 und 17. Die Wohnhäuser stellen für Weißenfels ein außerordentlich bedeutungsvolles Jugendstilensemble dar. Die viergeschossigen Häuser sind durch zahlreiche bauplastische und gestalterische Details, wie Erker, Giebel, Stuck, Gitter etc., geprägt. Haus Nr. 3 besitzt im Erdgeschoss und Treppenhaus eine bemerkenswerte Jugendstil-Verglasung.

## Einzeldenkmäler

### Hausnummer 4
Die Villa unter der Hausnummer 4 gehört nicht mit zum Denkmalbereich, sondern steht gesondert unter Denkmalschutz.

### Gedenkstein
An der Kreuzung der Gutenbergstraße und Merseburger Straße steht ein Gedenkstein für den am 7. Oktober 1944 ermordeten Fritz Schellbach.